# Lofsöngur
Lofsöngur (em português: Canção de louvor), também conhecido como Ó Guð vors lands (em português: Ó Deus da nossa terra) é o hino nacional da Islândia. A letra é de Matthías Jochumsson e a música de Sveinbjörn Sveinbjörnsson. O hino original tem três estrofes, mas normalmente só se canta a primeira.

## Letra
| Letra em islandês e tradução para o português (a partir do original) |  | |
| Ó, guð vors lands! Ó, lands vors guð! Vér lofum þitt heilaga, heilaga nafn! Úr sólkerfum himnanna hnýta þér krans þínir herskarar, tímanna safn. Fyrir þér er einn dagur sem þúsund ár og þúsund ár dagur, ei meir eitt eilífðar smáblóm með titrandi tár, sem tilbiður guð sinn og deyr. Íslands þúsund ár, eitt eilífðar smáblóm með titrandi tár, sem tilbiður guð sinn og deyr. Ó, guð, ó, guð! Vér föllum fram og fórnum þér brennandi, brennandi sál, guð faðir, vor drottinn frá kyni til kyns, og vér kvökum vort helgasta mál. Vér kvökum og þökkum í þúsund ár, því þú ert vort einasta skjól. Vér kvökum og þökkum með titrandi tár, því þú tilbjóst vort forlagahjól. Íslands þúsund ár voru morgunsins húmköldu, hrynjandi tár, sem hitna við skínandi sól. Ó, guð vors lands! Ó, lands vors guð! Vér lifum sem blaktandi, blaktandi strá. Vér deyjum, ef þú ert ei ljós það og líf, sem að lyftir oss duftinu frá. Ó, vert þú hvern morgun vort ljúfasta líf, vor leiðtogi í daganna þraut og á kvöldin vor himneska hvíld og vor hlíf og vor hertogi á þjóðlífsins braut. Íslands þúsund ár verði gróandi þjóðlíf með þverrandi tár, sem þroskast á guðsríkis braut. |  | (Primeira estrofe) Ó, Deus de nossa terra! Ó, terra de nosso Deus! Nós louvamos teu santo nome! Tuas legiões estelares te atam à coroa, A coleção do tempo. Para ti é um dia como mil anos E cada milênio não mais que um dia Uma flor eterna com lágrimas vacilantes Que adora a seu deus e se esvai Mil anos da Islândia, Uma flor eterna com lágrimas vacilantes Que adora a seu deus e se esvai. |